# آرتور بنجامین
آرتور بنجامین (انگلیسی: Arthur Benjamin؛ ۱۸۹۳ – ۱۰ آوریل ۱۹۶۰) یک نوازنده پیانو، رهبر موسیقی و آهنگساز اهل استرالیا بود.
وی که دانش‌آموخته کالج سلطنتی موسیقی لندن بوده در موسیقی سبک کلاسیک فعالیت می‌کرده و آهنگساز فیلم‌هایی همچون مردی که زیاد می‌دانست بوده‌است.